# Neopsicodelia
Neo-psicodelia é um gênero diversificado de música psicodélica que se inspira nos sons da psicodelia dos anos 1960, atualizando ou copiando as abordagens daquela época. Originado na década de 1970, ocasionalmente teve sucesso pop mainstream, mas é normalmente explorado em cenas de rock alternativo. Inicialmente, desenvolveu-se como uma consequência da cena pós-punk britânica, onde também era conhecido como acid punk. Depois do pós-punk, a neo-psicodelia floresceu em um movimento mais difundido e internacional de artistas que aplicaram o espírito do rock psicodélico a novos sons e técnicas.
A neo-psicodelia também pode incluir incursões no pop psicodélico, rock de guitarra estridente, jams de forma livre fortemente distorcidas, efeitos sonoros ou experimentos de gravação. Uma onda de rock alternativo britânico na década de 1980 gerou os subgêneros dream pop e shoegazing.
O gênero comumente usa vários instrumentos relacionados a música psicodélica, como órgãos eletrônicos, mellotron, sitar e efeitos de estúdio.